# Tunupa (divinité)
Pour l’article homonyme, voir  Tunupa (volcan).
Tunupa (également dénommé Tuapaca ou Taguapaca) est le nom d'une divinité andine actuellement vénérée dans l'altiplano bolivien et péruvien. Il est considéré comme le dieu du volcan et de la foudre.
Des sacrifices humains et de grandes fêtes étaient organisés pour l'honorer.

## Histoire
Tunupa est l'une des divinités les plus anciennes de la zone centrale andine qui, à son apogée, était vénérée dans l'altiplano (Collao) et la région du Colesuyu. On pense que l'origine du culte de Tunupa se trouve dans les périodes pré-tiahuanaque et pré-puquine, atteignant son apogée pendant la période des royaumes aymaras (notamment les Collas, Lupacas et Carangas). Il est également vénéré pendant la période incaïque, mais c'est aussi pendant cette période que son culte commence à être confondu avec le culte de Viracocha. Par la suite, avec la colonisation espagnole, le culte de Tunupa recule démographiquement en s'installant au Collao.
La fonction de Tunupa était l'ordre du monde, c'est pourquoi de nombreux ethnohistoriens l'ont pris pour Ticsi Wiracocha. Ils le décrivent accompagné de Tarapacá et Taguapacá, qui l'aidaient à trier le monde. En plus de contrôler les volcans et la foudre, il avait du pouvoir sur les eaux et contrôlait les huaycos (en). D'autres auteurs affirment que le fait que Tunupa soit associé à d'autres noms correspond au fait qu'il a pu s'agir d'un couple de dieux qui n'étaient qu'un seul, correspondant au monde supérieur et au monde d'en bas. Le Tunupa du monde supérieur serait la divinité de la foudre et de la pluie, tandis que le Tunupa du monde d'en bas serait celui de la lave des volcans, des rivières et des sources. Cette bipartition de la vision du monde était commune avant l'arrivée des Espagnols, mais n'étant pas comprise par ceux-ci, la divinité a été décrite à la manière des dieux occidentaux. Cette même erreur a été commise par les Européens en décrivant les autorités et les sociétés andines.
Selon les mythes recueillis, Tunupa est mort alors qu'il naviguait sur un radeau sur le lac Titicaca ; le radeau a été emporté par le vent jusqu'à ce qu'il entre en collision avec les rives de Chacamarca, le choc a ouvert une brèche et a généré une grande rivière au sud du lac Titicaca qui a commencé à le drainer, connue sous le nom Aullagas (aujourd'hui Desaguadero). D'autres mythes affirment qu'il a coulé dans la rivière Aullagas ou qu'il a navigué jusqu'à la mer.